# Serie A 1950-1951 (pallacanestro femminile)
Il campionato di Serie A di pallacanestro femminile 1950-1951 è stato il ventesimo organizzato in Italia.
La Serie A non cambia rispetto alla stagione precedente: le otto squadre si incontrano in un girone all'italiana con partite d'andata e ritorno. Le ultime tre retrocedono in Serie B.
È stato vinto per la seconda volta consecutiva dalla Comense Como, che ha staccato di 3 punti l'Indomita Roma e di 10 la Ginnastica Triestina.

## Classifica
|  |    | Classifica finale 1950-1951 | Pt | G  | V  | N | P  | PtF | PtS |
|  | -- | --------------------------- | -- | -- | -- | - | -- | --- | --- |
|  | 1. | Comense Como                | 26 | 14 | 12 | 2 | 0  | 716 | 415 |
|  | 2. | Indomita Roma               | 23 | 14 | 11 | 1 | 2  | 571 | 434 |
|  | 3. | Ginnastica Triestina        | 16 | 14 | 8  | 0 | 6  | 573 | 431 |
|  | 4. | Reyer Venezia               | 16 | 14 | 8  | 0 | 6  | 383 | 394 |
|  | 5. | Bernocchi Legnano           | 13 | 14 | 6  | 1 | 7  | 438 | 497 |
|  | 6. | Ardita Genova               | 10 | 14 | 5  | 0 | 9  | 466 | 457 |
|  | 7. | Virtus Lucca                | 6  | 14 | 3  | 0 | 11 | 321 | 550 |
|  | 8. | Sipra Torino                | 2  | 14 | 1  | 0 | 13 | 256 | 546 |

## Calendario
- Giornata	1	14/01/1951
Reyer Venezia	Indomita Roma	35 31
Ardita Genova	Virtus Lucca	57 22
Ginnastica Triestina	Comense Como	35 38
Sipra Torino	Bernocchi Legnano	34 35
- Giornata	2	21/01/1951
Indomita Roma	Sipra Torino	39 26
Bernocchi Legnano	Ardita Genova	38 36
Ginnastica Triestina	Reyer Venezia	51 26
Comense Como	Virtus Lucca	69 8
- Giornata	3	28/01/1951
Indomita Roma	Bernocchi Legnano	53 40
Reyer Venezia	Ardita Genova	22 26
Comense Como	Sipra Torino	78 10
Virtus Lucca	Ginnastica Triestina	17 14
- Giornata	4	04/02/1951
Ardita Genova	Indomita Roma	16 27
Reyer Venezia	Comense Como	25 45
Virtus Lucca	Sipra Torino	18 14
Ginnastica Triestina	Bernocchi Legnano	54 30
- Giornata	5	11/02/1951
Indomita Roma	Comense Como	32 32
Bernocchi Legnano	Virtus Lucca	27 24
Ardita Genova	Ginnastica Triestina	36 30
Sipra Torino	Reyer Venezia	11 30
- Giornata	6	18/02/1951
Virtus Lucca	Indomita Roma	35 51	sospesa per impraticabilità del campo, recuperata il 6 maggio 1951
Comense Como	Ardita Genova	63 39
Reyer Venezia	Bernocchi Legnano	31 19
Ginnastica Triestina	Sipra Torino	58 27
- Giornata	7	25/02/1951
Indomita Roma	Ginnastica Triestina	49 27
Bernocchi Legnano	Comense Como	24 24
Virtus Lucca	Reyer Venezia	23 37
Sipra Torino	Ardita Genova	29 53
- Giornata	8	11/03/1951
Virtus Lucca	Ardita Genova	28 23
Indomita Roma	Reyer Venezia	36 23
Comense Como	Ginnastica Triestina	36 29
Bernocchi Legnano	Sipra Torino	28 9
- Giornata	9	18/03/1951
Reyer Venezia	Ginnastica Triestina	19 32
Ardita Genova	Bernocchi Legnano	21 24
Virtus Lucca	Comense Como	34 60
Sipra Torino	Indomita Roma	0 2	per rinuncia
- Giornata	10	01/04/1951
Ardita Genova	Reyer Venezia	27 37
Ginnastica Triestina	Virtus Lucca	63 25
Bernocchi Legnano	Indomita Roma	28 54
Sipra Torino	Comense Como	20 56
- Giornata	11	08/04/1951
Comense Como	Reyer Venezia	46 27
Indomita Roma	Ardita Genova	32 31
Sipra Torino	Virtus Lucca	23 21
Bernocchi Legnano	Ginnastica Triestina	29 37
- Giornata	12	15/04/1951
Comense Como	Indomita Roma	66 48
Ginnastica Triestina	Ardita Genova	39 30
Virtus Lucca	Bernocchi Legnano	35 44
Reyer Venezia	Sipra Torino	40 18
- Giornata	13	22/04/1951
Indomita Roma	Virtus Lucca	66 32
Ardita Genova	Comense Como	42 51
Bernocchi Legnano	Reyer Venezia	29 33
Sipra Torino	Ginnastica Triestina	19 59
- Giornata	14	29/04/1951
Ardita Genova	Sipra Torino	29 18
Comense Como	Bernocchi Legnano	52 42	giocata il 25 aprile 1951
Ginnastica Triestina	Indomita Roma	45 51
Reyer Venezia	Virtus Lucca	2 0	per rinuncia

## Verdetti
- Campione d'Italia:  Comense Como.
Anna Branzoni, Ornella Buttini, Giordano, Franca Ronchetti, Liliana Ronchetti, Santoro, Idelma Tommasini. Allenatore: Enrico Garbosi.
- Retrocesse in Serie B:  Ardita Genova e Virtus Lucca.
- Ripescata in Serie A:  Sipra Torino.